# De 100: het huwelijk
De 100: het huwelijk is een televisieprogramma van de Nederlandse publieke omroep NCRV, gepresenteerd door Caroline Tensen.
Op 21 februari 2008 vertelde Tensen bij het VARA-programma De Wereld Draait Door wat het programma precies inhoudt.